# カッティ・ランナー

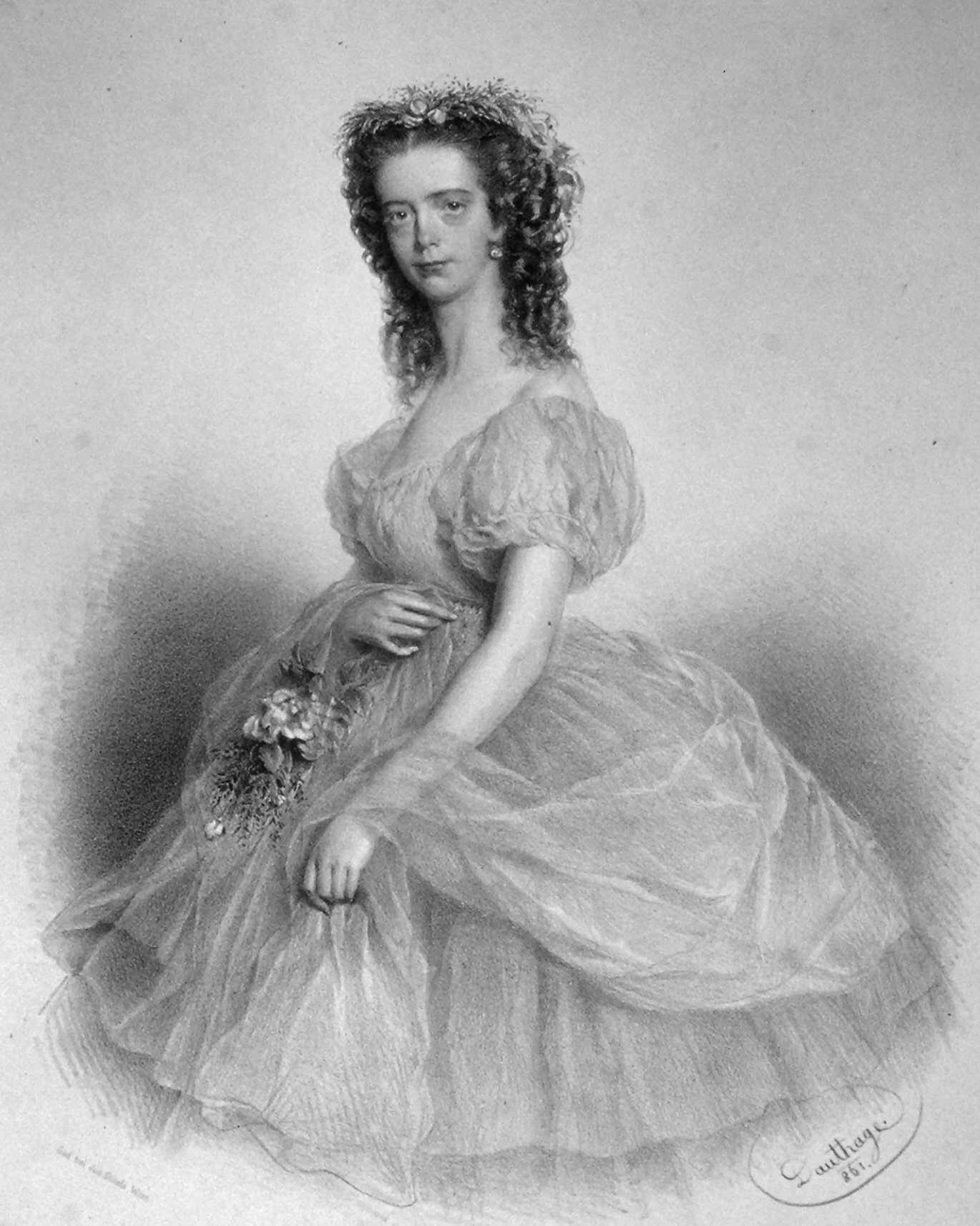
カッティ・ランナー（1861年）、Adolf Dauthageによるリトグラフ。

カッティ・ランナー（Katti Lanner、1829年9月14日 - 1908年11月15日）は、オーストリア・ウィーン出身のバレエダンサー、振付家、バレエ指導者である。「ワルツの始祖」とも呼ばれる作曲家ヨーゼフ・ランナーの娘で、1845年にケルントナートーア劇場でデビュー後、1859年まで同劇場で踊った。後にウィーンを離れてベルリンなどで舞台に立った後、オーストリア国外でも踊った。1876年にイギリスに活動の場を移し、同国のバレエの復興と発展に貢献した。

## 生涯
本名をカタリーナ・ヨーゼファ・ランナー（Katharina Josepha Lanner）といい、ウィーンで生まれた。父ヨーゼフは「ワルツの始祖」とも呼ばれる作曲家で、ウィーンで宮廷の音楽監督を務めていた。彼女はヨーゼフが妻フランツィスカ・ヤーンとの間にもうけた3人の子のうち1番上で、弟アウグスト（1835年 - 1855年）と妹ゾフィーがいた。アウグストはヨーゼフの死後にわずか8歳でその楽団を引き継ぎ、作曲も行ったが結核に罹患して20歳で死去した。ゾフィーについて知られていることは少ないが、音楽の道に進んでカール・ミヒャエル・ツィーラーの楽団でハーピストとして活躍したという。カッティはある一時期、父のライバルであるヨハン・シュトラウス1世の息子ヨハン・シュトラウス2世と恋仲にあったとされる。
父ヨーゼフはバレエにも関心を持ち、1839年に高名なバレリーナのマリー・タリオーニを称えて『タリオーニ嬢への讃歌』（Hommage à Demoiselle Taglioni, grand Valse、作品番号141）というワルツを作曲したほどであった。カッティもウィーンの宮廷歌劇学校でバレエを学び、1845年にケルントナートーア劇場において『アンジェリカ』という作品で舞台に初出演した。ケルントナートーア劇場では、人気バレリーナのファニー・エルスラーやファニー・チェリートとも共演し、1859年まで同劇場での出演を続けた。彼女は次第にその名を高め、「カッティ」の愛称で呼ばれてウィーンのバレエ界のスターとなった。ただし当時のウィーンではイギリスやフランスなどに比較するとバレエの人気は低かったため、カッティは他国での活躍を考えるようになった。
母と弟が死去した後、カッティは故郷ウィーンを離れることにした。彼女は1856年にウィーンを出て、ベルリン、ミュンヘン、ドレスデンで舞台デビューを果たし、スカンディナヴィアとロシアを巡演した。1862年から1863年にかけてハンブルク州立歌劇場でバレリーナおよびバレエ・ミストレスを務め、女性では最初の常任振付家としてバレエ10作品を創作した。カッティは1864年2月にハンブルクで同僚のバレエダンサーだったヨハン・ゲラルディーニと結婚したが、結婚生活は幸せなものではなかった。それでもカッティは3人の娘をもうけ、自らが踊れない時期には振付を手がけていた。
カッティは「ウィーン・バレエ団」という自らのバレエ団を率いて、1869年から1872年の間にヨーロッパとアメリカで舞台に立った。彼女は1870年にニューヨーク、1871年にロンドンで新しい夫のジュゼッペ・デ・フランチェスコ（Giuseppe Venuto de Francesco、1830年2月14日 - 1892年5月1日）とともに『ジゼル』を踊った。ロンドンではドゥルリー・レーン劇場（en:Theatre Royal, Drury Lane）やクリスタル・パレスで踊りを披露して好評であった。バレリーナとしての絶頂期には、「北のタリオーニ」という賛辞を受けた。1873年から1875年にかけて「カッティ・ランナー・コレオグラフィック・コネクション」という一座を結成して北アメリカを巡演した。カッティは1876年に活動の場をロンドンに移し、1878年にバレリーナとして最後の舞台に立った。1877年にハー・マジェスティ劇場のバレエ・ミストレスに就任して1881年まで勤め上げ、イタリア・オペラシーズンのためにディヴェルティスマンを振り付けた。
カッティが遺した最大の功績は、イギリスにおけるバレエの復興と発展への尽力である。彼女は1887年にエンパイア劇場のバレエ・ミストレスに就任した。エンパイア劇場は1884年に開場したが、すぐ近くにアルハンブラ劇場という有名な劇場があったため最初は経営難であった。バレエ公演もアルハンブラ劇場の方が盛んだったが、音楽監督兼座付作曲家のレオポルド・ウェンツェル（en:Leopold Wenzel）などと組んで1890年代後半から1900年代の前半にかけてバレエ作品を34作振り付けるなどの努力によって、エンパイア劇場の方がバレエ公演の中心地となっていった。カッティのさらなる功績は、アデリン・ジェニー（en:Adeline Genée）を見い出したことであった。彼女は1896年に、デンマーク生まれのアニーナ・イエンゼンというバレリーナを雇用した。イエンゼンは「アデリン・ジェニー」の名で、1897年から10年間にわたってエンパイア劇場のプリマ・バレリーナとして活躍し、1917年の引退後は「ロイヤル・アカデミー・オヴ・ダンシング」（Royal Academy of Dancing）を創立するなど、イギリスのバレエ界への貢献は大きいものがあった。
カッティは1876年からロンドンのナショナル・スクール・オヴ・ダンシングでも校長および教師を務めた。カッティはクラパムで1908年に死去し、ウェスト・ノーウッドにあるウェスト・ノーウッド墓地（en:West Norwood Cemetery)に埋葬された。この墓には、彼女に先立って1892年に死去した夫ジュゼッペ・デ・フランチェスコも葬られている。